# München
 Ovo je glavno značenje pojma München. Za film iz 2005. pogledajte München (2005).
München (njemački izgovor [▶]) (Zemaljski glavni grad München, (njem.): Landeshauptstadt München, bavarski: Landeshaptstod Minga), glavni grad savezne pokrajine Bavarske. Nakon Berlina i Hamburga, po broju je stanovnika treći grad u Njemačkoj te slovi za jedno od najvažnijih gospodarskih, prometnih i kulturnih središta države. Svetac zaštitnik grada Münchena je sv. Benno.

## Zemljopis
München je površinom jedan od najvećih gradova Njemačke (310,7 km2). Točka s najvećom nadmorskom visinom iznosi 579 m dok najniža točka iznosi 482 m (prosjek 519 m n/m). 
Rijeka Isar teče kroz područje grada u dužini od 13,7 km s jugozapada na sjeveroistok. Poznate ade su Museumsinsel (Otok muzeja) na kojoj se nalazi Deutsches Museum (Njemački muzej), jedan od najvećih tehničkih muzeja na svijetu. U neposrednoj blizini nalazi se i Praterinsel. U daljoj okolini grada postoje i neka veća ledenjačka jezera, poput jezera Ammer, jezera Wörth i jezera Starnberger. Nadalje, tekućice su rijeka Würm, koja izvire iz jezera Starnberger i protječe kroz zapadni München. Potok Hachinger, koji na teritorij grada ulazi na jugoistoku kod Perlacha i ponire kod Neuperlacha, kao i mnogi gradski potoci koji se odvajaju od Isara poput Eisbacha, Auer Mühlbacha, koji na svom putu kroz grad prvo protječe kroz Minhenski zoološki vrt Hellabrunn, te Brunnbach. Gradski su potoci najvećim dijelom postavljeni uzduž Isara, neki prolaze i centrom grada, danas uglavnom kroz podzemne cijevi. Jezera unutar gradskog područja su jezero Kleinhesseloher u Engleskom vrtu, jezero u Olimpijskom parku kao i jezera Lerchenauer, Fasanerie i Feldmochinger, koja se nalaze na sjeveru Münchena.

## Raspon
Ukupna površina grada Münchena iznosi 31.07 ha; time je München nakon Berlina, Hamburga, Kölna, Dresdena i Bremena po površini 6. grad u Njemačkoj. 44% površine zauzimaju zgrade i pripadajuća slobodna područja, 16,9% otpada na poljoprivredno zemljište, 16,5% na prometne površine, 14,7% na rekreacijske površine, 4,4% na šume, 1,2% na vodene površine te daljnjih 2,2% na ostale površine. Dužina granice koja okružuje München iznosi 117,4 km. Najveći raspon područja grada iznosi 20,7 km u pravcu sjever-jug te 26,9 km u pravcu istok-zapad.

## Klima
Grad München leži na prijelaznom području između vlažne atlantske i suhe kontinentalne klime. Značajni faktor po utjecaju na vrijeme su i Alpe koje predstavljaju srednjoeuropsku i Dunav koji predstavlja regionalnu klimatsku granicu. Na temelju ovih pretpostavki vrijeme je relativno promjenjivo. Vjetar fen kroz cijelu godinu donosi neredovito tople, suhe zračne struje s juga. Povezano s time je i dobra vidljivost - a posebno i poznato bavarsko-plavo nebo, tako da se i Bavarske Alpe vrlo jasno vide. Dosada najviša službeno izmjerena temperatura iznosila je 37,2 °C izmjerenih u srpnju 1983. München je zbog svoje blizine Alpama i snijegom najbogatiji veliki grad Njemačke. Statistike su pokazale da je južni dio grada najsunčaniji. Sjeverni je maglovitiji. Zapadni dio je suši od istočnog. To je uglavnom zbog visinskih razlika unutar grada koje generiraju određene mikroklime, kao i zbog podjele grada u smjeru istok-zapad kroz rijeku Isar.

## Stanovništvo
Grad München ima približno 1,5 milijuna stanovnika i time je, prema broju stanovnika, treći njemački i dvanaesti grad u Europskoj uniji. Urbani pojas s predgrađima (Planungsregion München) ima 2,6 milijuna stanovnika, a konurbacija München-Augsburg-Rosenheim 4,65 milijuna. Broj nezaposlenih kretao se u prosincu 2018. oko 3,4%.
U Münchenu živi 433.292 stranaca (29,44%; 31. prosinca 2018.) od kojih je najveći broj Hrvata (38.137),Turaka (37.876), Talijana (27.821), Grka (26.560), Austrijanaca (21.046), Bosanaca (19.692), Rumunja  (17.980) i Poljaka (19.101). Ukupno 50,25% stranaca sa stalnim prebivalištem u Münchenu potječe iz zemalja EU.
Prema vjerskoj opredijeljenosti u prosincu 2013. godine 34,7%  stanovnika izjasnilo se kao katolici, 12,5% kao protestanti, a 52,5% su neke druge vjere ili nisu vjerski opredijeljeni.
Hrvatska katolička župa bl. Alojzija Stepinca u Münchenu, kojom upravljaju franjevci splitske provincije Presvetoga Otkupitelja, a koja ima 42 tisuće župljana, najveća je hrvatska katolička zajednica u iseljeništvu.

## Povijest
München se u dokumentima prvi puta spominje 1158., kad je Henrik Lav, vojvoda Bavarske i Saske, pored već postojećeg samostana na mjestu današnjeg Ludvigovog mosta sagradio most kod otoka na Isaru. Heinrich je u jednoj svađi oko prevlasti srušio već postojeći most biskupa iz Freisinga koji je bio kod Unterföringa, kako bi izvukao korist od trgovine solju. S mostom, a time i trgovinom soli, München je odlukom cara Fridrika Barbarosse dobio status trgovišta, pravo ubiranja carine i pravo na kovanje vlastitog novca. Već nepunih dvadeset godina kasnije, 1175., Münchenu je dodijeljen status grada te su oko njega sagrađeni prvi obrambeni bedemi. Kad je 1180. Henrik pao u nemilost cara, Bavarska je pripala obitelji Wittelsbach a München je dobio biskup iz Freisinga. 1240. je i München došao u posjed Wittelsbachovih i već 1255., nakon prve podjele zemlje, postao sjedište vojvodstva.
Vojvoda Ludwig V. postao je njemački kralj 1314., a 1328. i car, pa je München, kao njegovo sjedište, opasan i drugim krugom zidina, što ga je značajno povećalo. Od tog su vremena boje Münchena, crna i zlatna, i boje starog carstva. Krajem 14. stoljeća počinju pobune građanstva protiv vojvoda, pa se sjedište vlade premješta iz Starog dvora u novu rezidenciju na rubu grada. Godine 1442. Židovi su protjerani iz grada.
U vrijeme kasne gotike grad ponovo proživljava kulturni procvat, a 1506. godine, nakon ponovnog ujedinjenja zemlje, opet postaje glavni grad čitave Bavarske. Nakon toga dolazi do opadanja utjecaja građanstva, a Wittelsbachovci preuzimaju odlučivanje o razvoju grada. München postaje centar renesanse, ali i protureformacije. U vrijeme vojvode Maksimilijana I. Bavarskog München 1623. postaje sjedište kneza izbornika, ali ga iste godine okupiraju švedske trupe. Da izbjegne uništenje, München je morao platiti veliku otkupninu i dati taoce. Kad je 1648. završio Tridesetogodišnji rat, grad se otvorio talijanskom baroku.
U vrijeme Španjolskog rata za nasljedstvo 1704. München na više godina dospijeva pod okupaciju Habsburga, jer se knez izbornik Maksimilijan II. stavio na stranu Francuske. Jedan ustanak građana i seljaka je završio Sedlingerskim krvavim Božićem, a nakon što je knez izbornik Karlo VII. Albert bio okrunjen za cara, habsburške su trupe 1742. ponovo zaposjele grad.
Iako je u Münchenu još od 1328. bila carska rezidencija, njegov uspon ka velegradu je počeo tek 450 godina kasnije. Pred kraj 18. stoljeća počeo je naglo rasti, što je još ubrzano 1806. kad je postao glavni grad Napoleonove Kraljevine Bavarske. Oko 1700-te imao je jedva 24.000 stanovnika, ali uskoro se broj udvostručavao svakih 30 godina tako da je 1871. bilo već 170.000 a 1933. je u Münchenu živjelo 840.000 stanovnika.
U vrijeme vladavine Ludwiga I., kralja Bavarske (1825. – 1848.) München postaje šire poznati grad umjetnosti i kulturni centar. Klasicisti Leo Klenze i Friedrich von Gärtner oblikovali su Ludwigovu ulicu, Königsplatz i Rezidenciju. Max II. (1848. – 1864.) je posebno poticao razvoj društveno-humanističkih znanosti, ali se bavio i građevinarstvom. U novoj maniri koja podsjeća na englesku gotiku zasnovao je "Maximilianstil" u kojem su sagrađene zgrade u Maximilianstraße, danas jedne od najprestižnijih ulica za kupovanje na kontinentu.
U vrijeme njegovog brata princa regenta Luitpolda (1886. – 1912.) u Münchenu se odvija ogroman gospodarski i kulturni napredak. Između ostalog, grade se Ulica princa regenta i Kazalište princa regenta. U vrijeme prijelaza stoljeća Schwabing doživljava procvat kao umjetnička četvrt, u njega redovno svraćaju mnogobrojni poznati pisci i slikari. 1896. prvi put izlazi minhenski časopis za kulturu Jugend a po njemu i umjetnički pravac tog vremena dobiva ime Jugendstil. 1911. se osniva udruženje umjetnika Der Blaue Reiter (Plavi jahač). Thomas Mann je u svojoj pripovijetki Gladius Dei nadahnuto nazvao to razdoblje "München blista".
Po završetku Prvog svjetskog rata propala je, kratko nakon pada monarhije, u Münchenu komunistička revolucija (vidi: Bavarska Sovjetska Republika), a u godinama koje su slijedile München sve više postaje mjesto okupljanja i organiziranja 
nacionalsocijalističkih aktivnosti. 1923. je pred Feldherrnhalle propao Hitlerov puč, ali je 1933. nakon preuzimanja vlasti, München obuzdan kao i mnogi drugi gradovi. 1938. je sklopljen Minhenski sporazum kojim je odobreno Njemačkom Reichu da priključi Čehoslovačku. Kao i većina njemačkih velikih gradova, i München je pretrpio ogromna razaranja Savezničkog bombardiranja velikih površina tzv. "tepih" bombardiranjem u Drugom svjetskom ratu.
Nakon obnove koja se uglavnom orijentirala na obnovu povijesnog izgleda grada, München se nakon Drugog svjetskog rata razvio kao High-Tech područje, a osim toga, tu su se razvile i mnoge firme uslužnih djelatnosti, kao na primjer mediji, osiguranja i banke. I turizam je, potaknut značajnim muzejima (npr. Stara, Nova i Pinakoteka moderne) i drugim znamenitostima doživio značajan rast. 1972. je München bio domaćin XX. ljetnih Olimpijskih igara koje su bile zasjenjene atentatom palestinskih terorista. Za potrebe Olimpijskih igara je značajno proširen javni prijevoz koji od tada podzemnom i nadzemnom željeznicom povezuje i šire područje grada. Centar povijesnog dijela grada je tada preuređen u pješačku zonu.
Pred vratima grada je 1992. otvorena nova zračna luka, stara zračna luka München-Riem je zatvorena a na njenom području je izgrađen sajamski grad Riem. Na tom sajamskom području je 2005-te postavljena izložba vrtlarstva.

## Politika
Kao glavni grad pokrajne, München je sjedište Bavarskog pokrajinskog parlamenta (Landtag) i vlade. München je i sjedište nekoliko nižih regionalnih uprava. Tradicionalno u Münchenu prevladavaju stranke lijevog centra, što u Bavarskoj predstavlja gotovo rijetkost. Od 1993. Münchenom upravlja gradonačelnik Christian Ude (SPD). Minhensku gradsku vijećnicu trenutno predvodi koalicija SPD-a, Stranke zelenih i jedan vijećnik s Roza liste (stranke koja se zalaže za prava homoseksualaca i lezbijki).

## Gradovi partneri
- od 1954.: Edinburgh (Škotska)
- od 17. ožujka 1960.: Verona (Italija)
- od 30. svibnja 1964.: Bordeaux (Francuska)
- od 28. kolovoza 1972.: Sapporo (Japan)
- od 18. rujna 1989.: Cincinnati (SAD)
- od 6. listopada 1989.: Kijev (Ukrajina)
- od 1996.: Harare (Zimbabve), od 1999. do travnja 2002. je partnerstvo zbog povreda ljudskih prava bilo službeno zamrznuto

## Kultura
München je međunarodno poznat po svojoj zbirci stare i klasične umjetnosti. Tako na primjer Stara i Nova pinakoteka kao i Pinakoteka moderne uz Lenbachhaus spadaju u svjetski najpoznatije umjetničke muzeje. Njemački muzej dijelom s jedinstvenim tehničkim izlošcima koje godišnje posjeti više od milijun posjetitelja spada u najposjećenije muzeje Europe. Ali i druge zbirke spadaju među najpoznatije u Njemačkoj, kao Etnološki muzej (Völkerkundemuseum), Arheološka državna zbirka (Archäologische Staatssammlung), Minhenski gradski muzej na trgu Svetog Jakova. Nadalje, u centru su još i Bavarska državna opera, Bavarsko državno glumište koje ima svoju glavnu pozornicu u nekadašnjem Rezidencijalnom kazalištu kao i Minhenske komorne igre koje su jedan od vodećih ansambala na njemačkom govornom području. Međuregionalno su poznate i druge kulturne priredbe, kao što su Operne svečane igre i Filmski festival. Poznati Minhenski Oktoberfest na livadi Theresienwiese je najveća narodna zabava, a posjećuju ju turisti iz cijelog svijeta.
U lipnju se održava manifestacija Bennofest, koja se održava uz blagdan sv. Benna, zaštitnika grada Münchena.

## Značajne zgrade
Marienplatz se smatra centrom Münchena i smješten je, okružen Novom i Starom vijećnicom, upravo u središtu povijesnog srca grada. Na svega nekoliko koraka od ovog trga nalazi se Petrova crkva u Münchenu, najstarija crkva starog dijela grada, čija prva gradnja potječe još iz romanike. Južno od toga je Asamova crkva, čija je unutrašnjost opremljena raskošnim rokokoom. Zaštitni znak grada je u blizini sagrađena gotička Frauenkirche sa svoja dva markantna tornja. Odavde su mnoge znamenitosti vrlo blizu, kao primjerice Michaelskirche, najveća renesansna crkva sjeverno od Alpa, rezidencija i tržnica.
Južno od rezidencije, ispred opere, počinje Maximilianstraße, u 19. stoljeću zamišljena kao paradna ulica, a vodi od centra povijesnog dijela grada prema istoku preko Isara u pravcu Maximilianuma, sjedištu bavarskog parlamenta. Danas je to ulica luksuznih trgovina.
Na sjeveru centra grada, neposredno ispred rezidencije, nalazi se Odeonsplatz s Feldherrnhalle i baroknom Theatinerkirche. Odavde prema sjeveru vodi druga raskošna ulica Münchena, Ludvig-Leopoldova ulica, pored Ludwig-Maximilians-univerziteta i Triumfalnih vrata kroz Schwabing van iz grada.
Nedaleko od Njemačkog muzeja i Kulturnog centra Gasteig nalazi se, u Au Milerovo javno kupalište, otvoreno 1901. nakon četiri godina gradnje, sagrađeno u jugendstilu. To je najstariji javni bazen u Münchenu.
Još jedno važno mjesto je sjeverozapadno od starog centra grada, Königsplatz s gliptotekom i Državnom antičkom zbirkom.
Malo postrani od centra u smjeru zapada je dvorac Nymphenburg koji je jedinstvena kompozicija parkova i zgrada, a bio je i ljetna rezidencija Wittelsbachovih. Parkovi se neposredno nadovezuju na botanički vrt s njegovim klijalištima. Iza zidina dvorca je i kasnogotički dvorac Blutenburg.
U sjevernom dijelu grada nalazi se Olimpijski park sagrađen za potrebe Ljetnih Olimpijskih igara 1972. Arhitektonska kompozicija olimpijskog stadiona, dvorane s bazenima i olimpijske dvorane, posebno je radi krovne konstrukcije, koja se izvanredno uklapa u brežuljkastu okolinu parkova, svjetski poznata. Tu se nalazi i još 1969. otvoren Olimpijski toranj.
Sljedeće značajno sportsko mjesto je i na sjevernom rubu grada 2005. otvorena Allianz arena u kojoj se održavaju domaće nogometne utakmice između FC Bayern Münchena i TSV 1860 Münchena.
U Münchenu ima oko 1200 vodoskoka, od toga je oko 700 gradskih. Najstariji je Fischbrunnen na Marienplatzu. Još jedan značajni vodoskok je Wittelsbacher Brunnen na Lenbachplatzu, koji je projektirao Adolf von Hildebrand.

## Parkovi
Vrlo poznat je Engleski vrt koji se proteže od centra grada do njegove sjeverne granice, i sa svojih 3,7 km² je veći od Central Parka u New Yorku. Značajan je i Olimpijski park, koji uz nekoliko jezera sa svog brežuljka pruža izvrstan pogled na grad. Pored toga, postoje i drugi brojni parkovi i zelene površine, kao na primjer Westpark ili Schlosspark Nymphenburg koji ljeti grad čine vrlo zelenim. Na sjevernom rubu grada su tri barokna dvorca u parku Schloss Schleissheima.
Dolina Isara je uska i dugačka zelenilom obrasla parkovna površina koja je u okviru priprema za vrtnu izložbu 2005. djelomično renaturirana. Cijeli grad se može prijeći od sjevera na jug dolinom Isara pješice ili biciklom. Područje uz Isar oko Njemačkog muzeja je omiljeno izletište za roštilj i kupanje.
Za vrtnu izložbu 2005. su na istočnom dijelu grada uređeni prostrani novi parkovi.

## Gospodarstvo
Prema jednoj usporednoj studiji, između 50 najvećih njemačkih gradova, München ima najveću gospodarsku snagu i najvišu kvalitetu života. Gospodarski časopis Kapital je rangirao gradove prema gospodarskim perspektivama. Na prvom mjestu je München, a slijede Stuttgart, Düsseldorf i Hamburg. U broju 2/2005 Kapital je objavio ranglistu koju je izradio Institut za istraživanje gospodarstva Feri iz Bad Homburga istražujući kako će rasti zaposlenost, broj stanovnika i kupovna snaga u 60 najvažnijih njemačkih gradova.

## Promet
Godine 1992. je otvorena Zračna luka München Franz-Josef-Strauss u Erdinger Moosu, 29 km od grada. Zračna luka je 2004. s 26,8 mil. putnika bila druga u Njemačkoj, a osma u Europi. Nakon što je Lufthansa odlučila uz Frankfurt na Majni paralelno razviti i München, on je sve bolje međunarodno povezan. Zbog velikog rasta broja putnika, izgrađen je novi terminal i otvoren 2003. Odluka da se do 2011. sagradi i treća uzletno-sletna staza se još uvijek osporava. Nastojanje da se München sa zračnom lukom poveže transrapid prugom, što podržavaju Savezna pokrajina Bavarska i Savezna vlada, Gradska skupština Münchena odbija prihvatiti zbog velikih troškova. Takva bi veza skratila vožnju do zračne luke na 9 minuta, a i povezala bi ju s mrežom Njemačke željeznice.
München je dobro povezan s međunarodnom mrežom željezničkih pruga. S Minhenskog glavnog kolodvora kreću ICE-vlakovi u svim smjerovima, a postoje i još dva međunarodna odnosno međugradska kolodvora, Kolodvor München-Pasing i München-Ost. Za promet roba postoji i ranžirni kolodvor München-Nord.
I mreža autocesta je oko Münchena vrlo gusta. Prema i iz Münchena vodi niz od osam autocesta u svim smjerovima.
I prigradski je promet vrlo dobro razvijen. Postoji 10 linija prigradske željeznice, 6 linija podzemne, 12 tramvajskih i veliki broj autobusnih linija.

## Poznate osobe
- Max Scheler - njemački filozof
- Carl Spitzweg - njemački slikar
- Eduard Buchner - njemački kemičar, dobitnik Nobelove nagrade za kemiju 1907.
- Claudia Lössl - njemačka glumica i sinkronizatorica.
- Franz Marc - slikar

## Vanjske poveznice
- München.de  Arhivirana inačica izvorne stranice od 14. prosinca 2005. (Wayback Machine)
- Tinchy.de - Upoznaj svoj grad
- Tinchy.de - Koliko Hrvata živi u Münchenu? (2017)
- Tinchy.de - Koliko Hrvata živi trenutno u Münchenu? (2018)
- Olimpijski park München  Arhivirana inačica izvorne stranice od 9. ožujka 2010. (Wayback Machine)
- Nogometni klub Bayern
- Zračna luka Franz Josef Strauss